# Aeroportul Internațional Nay Pyi Taw
Aeroportul Internațional Nay Pyi Taw (în birmaneză နေပြည်တော် အပြည်ပြည်ဆိုင်ရာ လေဆိပ်) (IATA: NYT, ICAO: VYNT) este un aeroport din Regiunea Mandalay, Myanmar ce deservește zona Naypyidaw. A fost deschis în 1999 și numit după zona deservită.
Situat la o altitudine de 90 m, aeroportul dispune de 1 pistă.

## Infrastructură

### Piste
Aeroportul dispune de o singură pistă. Pista are orientarea 18/34.